# Miniature Tigers
Miniature Tigers ist eine Indie-Rock-Band aus Brooklyn, New York City. Sie kombiniert Elemente des Indie-Rock, Synthpop und Dream Pop. Die Band besteht aus dem Sänger und Gitarristen Charlie Brand, Rick Schaier an Schlagzeug und Background-Gesang und Algernon Quashie an der zweiten Gitarre und Keyboard.
Momentan ist die Band bei Modern Art Records unter Vertrag.

## Geschichte
Miniature Tigers starteten ihre erste nationale Tour im Oktober 2008 mit einem Auftritt beim 2008 CMJ Music Marathon. Im Februar 2009 tourten sie mit Ben Folds und spielten im September beim 2009 Monolith Festival. Sie spielten zusätzlich als Vorgruppe für Fun. auf ihrer Tour zum Album Some Nights.
Im Dezember 2006 zählte der Rolling Stone Miniature Tigers zu den "one of the 25 best bands on Myspace."  Die Band erhielt außerdem positive Kritik vom Spin magazine, welches Miniature Tigers in die "The 9 Hottest New Bands Playing CMJ 2008" setzte. Death + Taxes, ein Musikmagazin, zeichnete die  Black Magic und White Magic EPs mit 4 Sternen aus und nannte die Band "terribly endearing" (auf schreckliche Art liebenswert).
Das Musikvideo zu Cannibal Queen wurde in  mtvU and MTV2's Subterranean verwendet.

## Diskografie
- Octopus EP (27. Juni 2006)
- White Magic EP (4. März 2008)
- Black Magic EP (4. März 2008)
- Tell It to the Volcano (16. September 2008)
- Fortress (27. Juli 2010)
- Mia Pharaoh (6. März 2012)
- I Dreamt I was a Cowboy (28. Oktober 2016)